# موكب ستارلايت
موكب ستارلايت The Starlight Parade هو عرض سنوي يقام في بورتلاند في ولاية أوريغون ، في الولايات المتحدة ، كجزء من مهرجان زهرة بورتلاند . شهدت أحداث عام 2017 أكثر من 300000 متفرج.  لم يكن هناك موكب عام 2020 بسبب انتشار فيروس كوفيد19.